# Maurice Blanchot
Maurice Blanchot (Quain Devrouze, 22 september 1907 - Le Mesnil-Saint-Denis, 20 februari 2003) was een Frans romancier, essayist en filosoof.

## Biografie
Blanchot wordt op 22 september 1907 geboren in Quain (Saône-et-Loire), waar hij opgroeit in een welgestelde katholieke familie en hij van degelijk onderwijs kan profiteren. Na zijn baccalauréat, dat hij op zijn zestiende behaalt, is Blanchot vastbesloten filosofie en Duits te gaan studeren in Straatsburg. Echter, ten gevolge van een medische fout bij een operatie aan zijn buik, moet hij een jaar wachten voordat hij zijn studie voort kan zetten. Zijn bloed is aangetast, waardoor hij altijd ziekelijk zal zijn: hij lijdt aan chronische benauwdheid, griep, tuberculose, zenuwaandoeningen, pleuritis, duizelingen en verstikkingen. Deze slechte gezondheid zal hij zijn leven lang beschouwen als een oponthoud van de dood, waarmee hij voortdurend geconfronteerd wordt. Ondanks zijn slechte gezondheid wordt hij 95. Als overlevende van zijn eigen leven wijdt Blanchot zich aan het schrijven – “Schrijven om niet te hoeven sterven”, zo zou Michel Foucault het later verwoorden in een essay over Blanchot.
Na eindelijk zijn studie te zijn begonnen, ontmoet Blanchot zijn toekomstige vriend Emmanuel Levinas, die ook filosofie studeert. In het begin is Blanchot gekant tegen Levinas’ judaïsme, maar de vriendschap wordt gekenmerkt door de kracht om het voortbestaan in verandering te zien – “entrevoir la permanence à travers le changement,” zoals Bident het verwoordt. De intellectuele uitwisselingen tussen Blanchot en Levinas zijn zodanig dat hij de Litouwse filosoof laat kennis maken met de esprit français via schrijvers als Marcel Proust en Paul Valéry. Op zijn beurt wijdt Levinas Blanchot in in Heideggers Sein und Zeit en Dostoïevski. Beetje bij beetje scheiden hun wegen, zonder dat de vriendschap er minder op wordt.
In de jaren 1930 wordt Blanchot een rechts politiek journalist, een baan waarmee hij een goed salaris verdient. Het zijn de jaren van de opkomst van het fascisme, de jaren van de antisemitische pamfletten die Céline en Drieu La Rochelle verspreiden. Gedurende die jaren is Blanchot nationalistisch, conservatief en gekant tegen de parlementaire democratie. Zijn politieke ideeën worden bevestigd door crises en gevallen regeringen.
Op vijfentwintigjarige leeftijd begint Blanchot aan zijn literair debuut, Thomas l’obscur, dat pas in 1941 zal gepubliceerd worden. Enige jaren later overlijdt Claude Séverac, secretaris van Aux écoutes, waar Blanchot hoofdredacteur is. Dit doet hem intens rouwen en heeft tot gevolg dat Blanchot zich terugtrekt als politiek redacteur. Zijn toewijding aan Séverac zal hij later beschrijven in L’Arrêt de mort (1948). De Tweede Wereldoorlog betekent een definitief keerpunt in Blanchots leven. Gehuld in stilte en contemplatie legt Blanchot zijn journalistenhuid af voor die van de schrijver, zoals Schulte Nordholt zegt.
Een ander keerpunt is Blanchots ontmoeting met de ziekelijke schrijver en dissidente surrealist Georges Bataille, die net als Levinas een goede vriend wordt.
Gedurende de oorlogsjaren speelt de dood een grote rol. Terwijl Levinas wordt gevangengezet door het Duitse leger wordt Blanchot in juni 1944 bijna gefusilleerd in Quain. In L’Instant de ma mort (1994) zal hij dit moment indringend beschrijven. Velen zien zich onophoudelijk geconfronteerd met hun eigen dood of die van hun vrienden. Na de oorlog verschijnen er meerdere artikelen die handelen over de dood in het door Bataille in 1946 opgerichte Critique. De essays behandelen deze thematiek vooral in relatie tot taal: “Littérature et le droit a la mort” (1948; eveneens gepubliceerd in La Part du feu, 1949); “La mort possible” (1952); “Rilke et l’exigence de la mort” (1953; gepubliceerd in L’Espace littéraire, 1955).
Eind 1946 besluit hij Parijs te verlaten en zich te vestigen in Èze-sur-Mer in de Alpes-Maritimes. Hij zet een steeds veeleisender werk voort waaruit hij alle biografische gegevens verwijdert. Zijn laatste roman, Le Très-haut, publiceert hij in 1948; vanaf 1947, met Le Dernier Mot (opgenomen in L'Amitié, 1971), schrijft hij alleen nog maar verhalen. Een studie, Lautréamont et Sade, verschijnt in 1949, evenals een tweede bundel kritische teksten, La Part du feu, waarin het programma van zijn aanstaande boek, La Littérature et le Droit à la mort, te vinden is. In het tijdschrift Empédocle publiceert hij “Un récit ?” (dat pas in 1973 in boekvorm zal verschijnen onder de titel La Folie du jour). Na de keuze van het verhalende genre, herwerkt hij Thomas l’obscur, kort het in met tweehonderd bladzijden en geeft het opnieuw uit in 1950. In 1953 begint hij zijn samenwerking met het blad NRF. Hij groepeert de eerste van zijn essays in L’Espace littéraire, vervolgens in Le Livre à venir. Een ander verhaal volgt, Le Dernier homme (1957), waarna hij terugkeert naar Parijs. Hij ontmoet er Robert Antelme, met wie hij bevriend raakt.
Steeds meer teruggetrokken, in de stilte van wat hij “essentiële eenzaamheid” noemt, houdt hij niettemin contacten met Antelme, Marguerite Duras, Dionys Mascolo, Gineta en Elio Vittorini. Zijn denken radicaliseert. Hij neemt hij actief deel aan het “Manifeste des 121” (gepubliceerd in Vérité-Liberté, 6 septembre 1960), waarin het recht op insubordinatie in Algerije wordt verdedigd. In 1960-61 wordt het idee geboren om een International Review op te richten. Dit project, dat Blanchot ten minste tot 1964 voortzet, doorkruist de geschiedenis van de meeste belangrijke schrijvers van de jaren 1950 en 1960 in Europa, maar ook in de Verenigde Staten en Zuid-Amerika. Louis-René des Forêts is één van de pijlers, samen met Vittorini, Hans Magnus Enzensberger, en in mindere mate Italo Calvino, Roland Barthes, Michel Butor en Günter Grass.
In 1962 verschijnt L’Attente l'oubli (‘Wachten op vergetelheid’), het hoogtepunt van Blanchots werk en zijn eerste poging om een fragment te schrijven.
Blanchot ontmoet Jacques Derrida voor het eerst in februari 1968, waarna hij persoonlijk kennis maakt met Gilles Deleuze, Roland Barthes en Roger Laporte. Hij neemt deel aan de marsen van mei-juni 1968 met Mascolo en Duras in het bijzonder, en aan de Comités Écrivains-Étudiants. Daarna trekt Blanchot zich opnieuw terug. Na de publicatie van L’Entretien infini (1969) schrijft hij alleen nog fragmenten. Hij publiceert Le Pas au-delà (1973), daarna L'Écriture du désastre (1980). Zijn laatste verhalende boek, L’Instant de ma mort verschijnt in 1994. Het boek markeert de overgang tussen het persoonlijke en het collectieve, het biografische en het verhalende.
La Communauté inavouable (1983), over Bataille, Duras en het communisme, is het begin van verschillende teksten die zowel politiek als eerbetoon zijn, zoals Pour l'amitié of Les Intellectuels en question in 1996.
Na de publicatie van een boek van Alain de Benoist stelt Blanchot diens antisemitisme aan de kaak en schrijft hij een boze brief aan de directeur van de uitgeverij Fata Morgana, Bruno Roy, waarin hij zijn breuk met het fonds aankondigt als het boek van De Benoist niet uit publicatie zou worden gehaald. Bruno Roy antwoordt met een brief waarin hij dreigt de oude radicaal-rechtse geschriften van Blanchot tevoorschijn te halen. De Quinzaine littéraire van 1 november 1996 bericht over deze gespannen uitwisselingen. Benoit verlaat daarop Fata Morgana.
Met alleen Derrida en twee of drie goede vrienden over, sterft Blanchot in februari 2003, op 95-jarige leeftijd. Hij ligt begraven op het kerkhof van Mesnil-Saint-Denis (Yvelines), in hetzelfde graf als zijn broer, de architect René Blanchot.

## Voornaamste werken
Romans
- 1941 - Thomas l'obscur
- 1942 - Aminadab
- 1948 - Le Très-Haut

Verhalen
- 1948 - L'Arrêt de mort
- 1951 - Au moment voulu
- 1953 - Celui qui ne m'accompagnait pas
- 1957 - Le Dernier Homme
- 1962 - L'Attente, l'oubli
- 1973 - Le Pas au-delà
- 1994 - L'instant de ma mort

Essays
- 1943 - Faux Pas
- 1949 - La Part du Feu
- 1955 - L'espace littéraire
- 1981 - De Kafka à Kafka
- 1959 - Le Livre à venir
- 1969 - L'Entretien infini
- 1971 - L'Amitié
- 1973 - Le Pas au-delà
- 1980 - L'écriture du désastre
- 1983 - Après coup précédé par Le Ressassement éternel
- 1983 - La Communauté inavouable

## Nederlandse vertalingen
- De waanzin van de dag, 1983
- De onuitsprekelijke gemeenschap, 1985
- Oponthoud van de dood, Hölderlin, Amsterdam, 1989
- Thomas de duistere, Hölderlin, Amsterdam, 1996
- Het beest van Lascaux, Picaron, 1987
- Literatuur en het recht van de dood, inl. en vertaling Arthur Cools, Agora, Kampen, 2000.